# Aphoebantus argentifrons
Aphoebantus argentifrons är en tvåvingeart som beskrevs av Cole 1923. Aphoebantus argentifrons ingår i släktet Aphoebantus och familjen svävflugor. Inga underarter finns listade i Catalogue of Life.